# Bis(2-chlorethyl)ether
Bis(2-chlorethyl)ether ist eine chemische Verbindung aus der Gruppe der Ether.

## Gewinnung und Darstellung
Bis(2-chlorethyl)ether kann durch Reaktion von 2-Chlorethanol mit Schwefelsäure hergestellt werden.

## Verwendung
Bis(2-chlorethyl)ether wird für die Herstellung von Polysulfid-Kautschuken (Thioplasten), als Lösemittel für Harze, Fette, Gummi und Ethylcellulose sowie als Schädlingsbekämpfungsmittel verwendet.
Morpholin kann aus Bis(2-chlorethyl)ether hergestellt werden. In Gegenwart von Basen reagiert es mit Brenzcatechin zu Dibenzo-[18]Krone-6.